# Ідрісово (Салаватський район)
Ідрі́сово (рос. Идрисово, башк. Иҙрис) — присілок у складі Салаватського району Башкортостану, Росія. Входить до складу Алькінської сільської ради.
Населення — 151 особа (2010; 188 в 2002).
Національний склад:
- башкири — 99 %